# Ichneumon xanthorius
Ichneumon xanthorius is een insect dat behoort tot de orde vliesvleugeligen (Hymenoptera) en de familie van de gewone sluipwespen (Ichneumonidae). De wetenschappelijke naam van de soort werd voor het eerst geldig gepubliceerd door Forster in 1771.

## Kenmerken
De relatief grote geel-zwart patroon sluipwespen zijn 13-15 mm lang. De kop en het schild zijn overwegend zwart van kleur. Het etiket is geel. Er is een gele vlek aan de basis van de voorvleugels. Een gele lijn loopt langs de binnenkant van de samengestelde ogen. De soort vertoont uitgesproken seksueel dimorfisme. De vrouwtjes hebben de volgende kenmerken: Het achterlijf is overwegend zwart. De achterste delen van de eerste vier tergieten zijn geel. Boven op de buik zit een gele vlek. De achterste coxae hebben een karakteristieke gele vlek bij vrouwen. De voorste en middelste dijbenen van vrouwtjes zijn zwart, behalve het apicale uiteinde, de achterste dijbenen zijn volledig zwart. Het apicale uiteinde van de achterste tibiae is zwart. De onderkant van de antennebasis is geel, anders zijn de antennebasis en de apicale helft van de antennes zwart, het resterende deel van het basale kwart van de antennes is lichtbruin, het tweede kwart geel. De hals is geel. De vleugels hebben een oranje pterostigma. De vleugeladers van de voor- en achtervleugels zijn oranjegeel gekleurd. Aan het einde van de buik is de korte legboor nauwelijks te zien. Het achterlijf van de mannetjes heeft drie brede gele dwarsbanden.De eerste tergiet is geel gekleurd aan de achterste rand. De voorste en middelste dijbeenderen vertonen een zwarte vlek. De achterste dijbenen hebben een zwarte apicale helft, de achterste tibiae hebben een zwart apicaal uiteinde. De voelsprieten zijn zwart. Mannelijke clypeus is geel. De mannetjes zijn vergelijkbaar met de verwante soorten sluipwespen.